# Marie-Thérèse Heyvaert
Pour les articles homonymes, voir Marie-Thérèse et Heyvaert.
Marie-Thérèse Heyvaert, née van der Vaeren à Louvain en 1912 et morte le 19 janvier 2003, est une artiste-peintre belge, principalement portraitiste.

## Biographie
D'origine flamande par son père industriel brasseur et qui fut longtemps bourgmestre de Louvain, et wallonne par une mère liégeoise, petite-fille du peintre paysagiste Hyacinthe Hauzeur, elle découvrit fort jeune le goût pour la peinture au contact du portraitiste José Wolff et des peintres Dellin et surtout André Hallet, un ami de sa famille, qui l'initia à la pratique de la peinture de chevalet et aux balades picturales aux environs de Louvain.
Mais c'est à travers son admiration pour Madame Vigée-Lebrun et pour les portraitistes anglais du XVIIIe siècle que sa passion pour le portrait se concrétisa.
Elle devint ainsi une portraitiste estimée et produisant une œuvre abondante surtout depuis 1935 et son mariage avec Pierre Heyvaert.
Cette œuvre nombreuse, qui s'élève à plus de 1 200 portraits, est marquée d'un style personnel resté classique et intemporel, mais où l'artiste empreint ses personnages d'une atmosphère de sérénité, et rend avec vivant la flamme des regards donnant à chaque portrait son âme singulière.

## Exposition
- 1956 : Galerie Portenart